# Astracantha cerasocrena
Astracantha cerasocrena är en ärtväxtart som först beskrevs av Aleksandr Andrejevitj Bunge, och fick sitt nu gällande namn av Dieter Podlech. Astracantha cerasocrena ingår i släktet Astracantha och familjen ärtväxter. Inga underarter finns listade i Catalogue of Life.